# Ливенская
Ливенская — деревня в Задонском районе Липецкой области России. Входит в состав Болховского сельсовета.

## История
Ливенская была основана потомками мелких служилых людей — однодворцами, переселившимися с территории Ливенского уезда. В 1778 году в Ливенской насчитывалось 40 дворов. 

## Географическое положение
Деревня расположена на Среднерусской возвышенности, в южной части Липецкой области, в западной части Задонского района, западнее реки Дон. Расстояние до районного центра (города Задонска) — 9 км. Абсолютная высота — 187 метров над уровнем моря. Ближайшие населённые пункты — деревня Барымовка, деревня Колесово Первое, деревня Нечаево, деревня Полибино, деревня Студёновка, деревня Апухтино. К западу от деревни проходит автотрасса федерального значения М4 «Дон».

## Население
| 2010 |
| ---- |
| 335  |

В 1866 году в деревне Ливенская (при пруде) Елецкого уезда Орловской губернии в 88 дворах проживали 371 человек мужского пола и 301 — женского, казённые крестьяне.
По данным Всероссийской переписи населения 2002 года в деревне Ливенская Болховского сельсовета проживали 351 человек, преобладающая национальность — русские (94%).
По данным Всероссийской переписи населения в 2010 году численность населения деревни составляла 335 человек (161 мужчина и 174 женщины). Количество личных подсобных хозяйств — 126.

## Инфраструктура
В деревне функционирует детский сад.
Улицы
Уличная сеть деревни состоит из 5 улиц.

## Уроженцы
- Семашко Николай Александрович (1874, Ливенская, Елецкий уезд, Орловская губерния — 1949, Москва) — советский партийный и государственный деятель, врач, один из организаторов системы здравоохранения в СССР.
- Якунин Алексей Иванович (1902, Ливенская, Елецкий уезд, Орловская губерния — 1968, Харьков, Украинская ССР) — советский хозяйственный, государственный и политический деятель, Герой Социалистического Труда.